# Moricone
Moricone là một đô thị ở tỉnh Roma trong vùng Latium thuộc Ý, có cự ly khoảng 35 km về phía đông bắc của Roma. Tại thời điểm ngày 31 tháng 12 năm 2004, đô thị này có dân số 2.498 người và diện tích là 20,1 km².
Moricone giáp các đô thị: Monteflavio, Montelibretti, Montorio Romano, Palombara Sabina.